# Katleen Van Bavel
Katleen Van Bavel is een Belgisch radioprogrammamaakster en presentatrice bij radiozender Klara.
Ze presenteert het ochtendprogramma Klara Weekend (samen met Greet Samyn) en stelt het programma Boetiek Klassiek samen.